# جائحة فيروس كورونا في مليلية
توثق هذه المقالة آثار جائحة فيروس كورونا 2019-2020 في مليلية ذاتية الحكم حبيسة داخل التراب المغربي، وقد لا تتضمن جميع الاستجابات والتدابير والإجراءات الرئيسية حتى الآن.
وصل رجل من شبه الجزيرة الأيبيرية إلى الإقليم الإسباني الأفريقي في مليلية.

## خلفية
في 12 يناير 2020، أكدت منظمة الصحة العالمية عن ظهور فيروس كورونا المستجد كسبب للمرض التنفسي الذي أصاب مجموعة من الأشخاص في مدينة ووهان، مقاطعة خوبي، الصين، إذ أُبلغ عنهم إلى منظمة الصحة العالمية في 31 ديسمبر 2019. كانت نسبة الوفيات بين الحالات المُشخصة بكوفيد-19 أقل بكثير من جائحة فيروس سارس في عام 2003، لكن انتقال العدوى كان أكبر، والوفيات أيضًا.